# Дольни-Вестонице

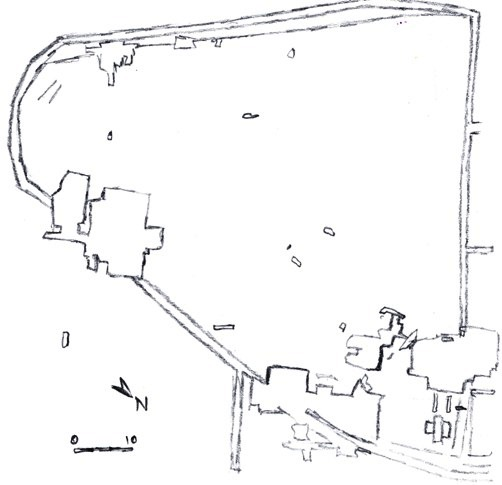
Карта стоянок Дольни-Вестонице 1 и 2

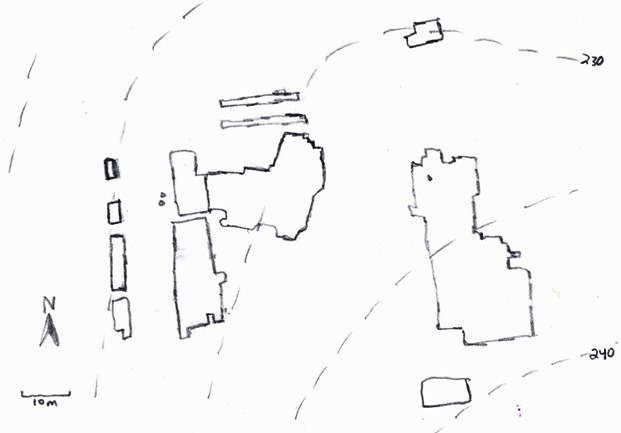
Карта стоянки Дольни-Вестонице 3

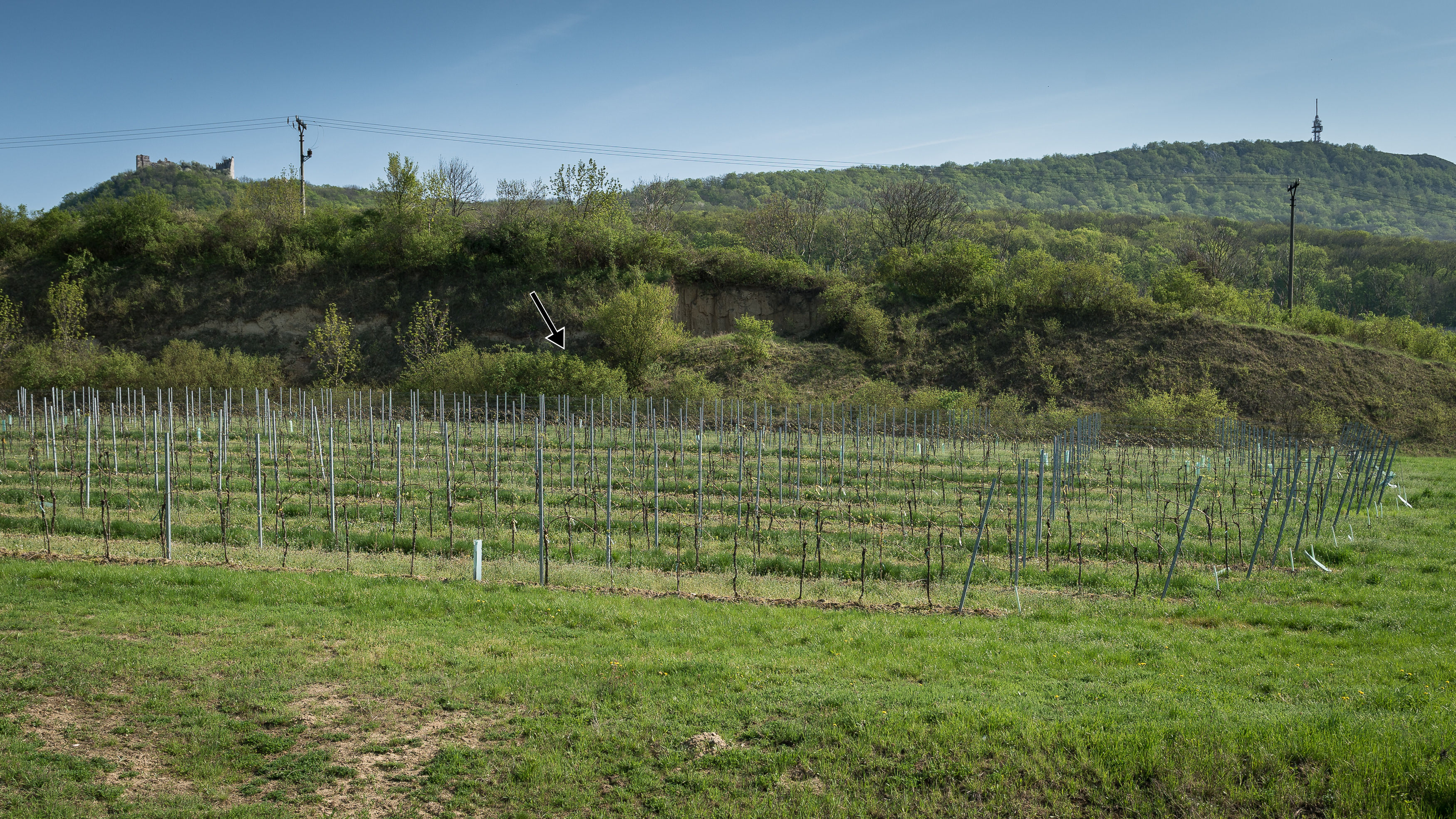
Вид на стоянку Дольни-Вестонице 2. Стрелка показывает где было найдено тройное захоронение

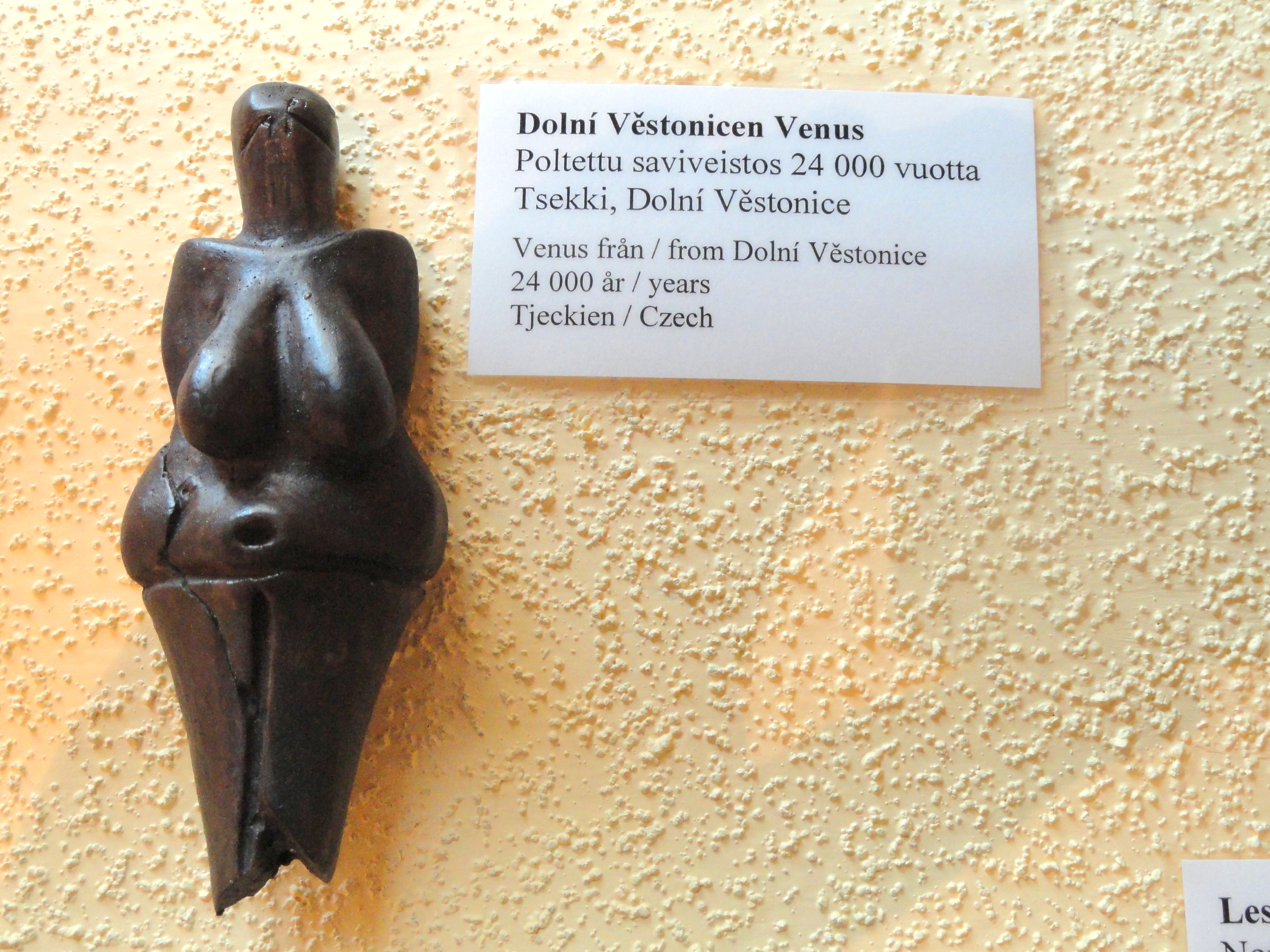
Палеолитическая Венера из Дольни-Вестонице

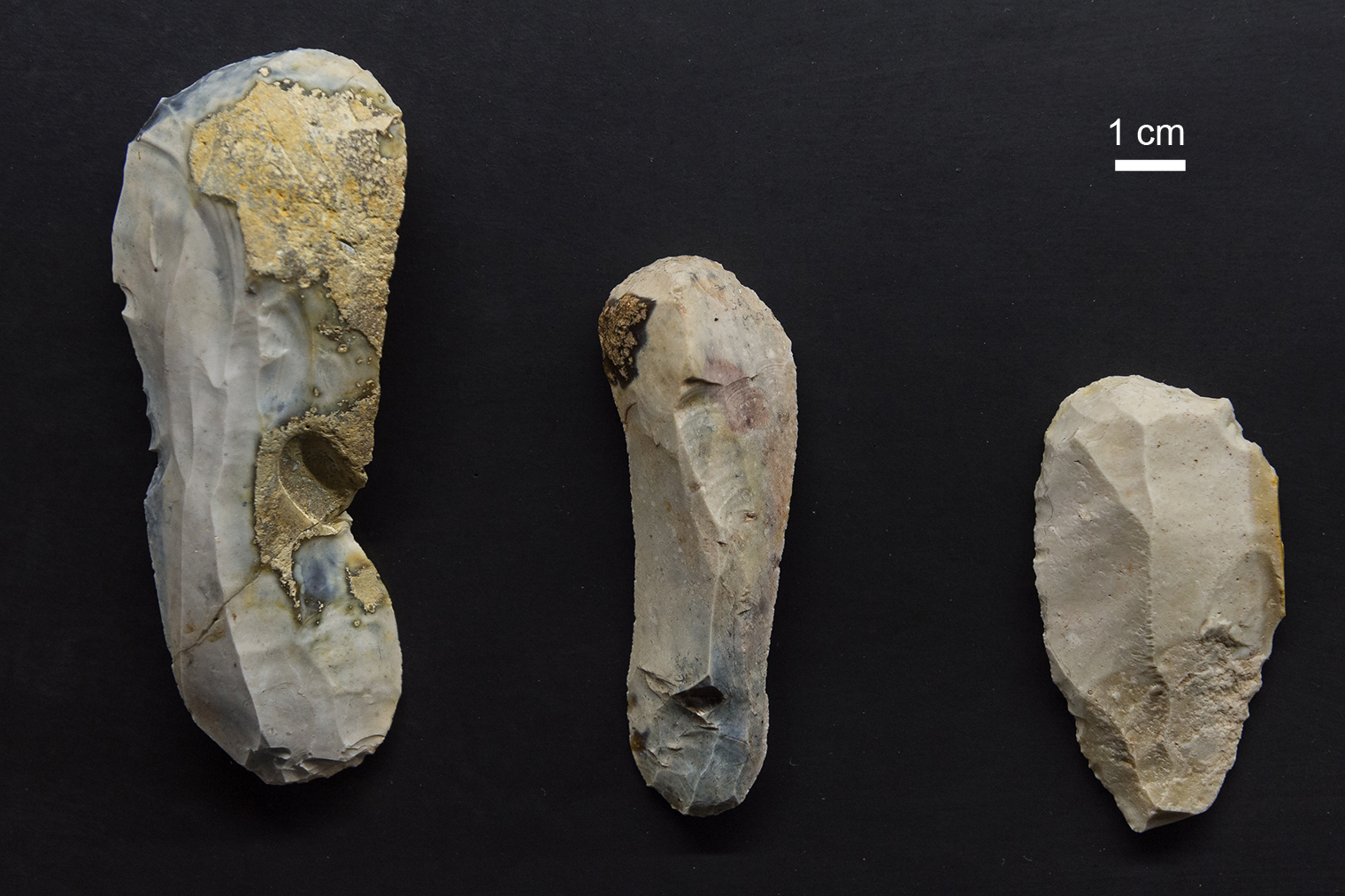
Кремнёвые скребки со стоянок Дольни-Вестонице и Павлов I. Выставлены в Археопарк Павлов

Дольни-Вестонице (чеш. Dolní Věstonice) — верхнепалеолитическая стоянка в районе Бржецлав Южноморавского края Чешской Республики. Находится на юге Моравии возле одноимённой деревни на склоне горы Девин возвышенности Палава.

## История открытия
Стоянка открыта в 1922 году, раскапывается с 1924 года (К. Абсолон, Б. Клима и др.). В 1925 году здесь была найдена Вестоницкая Венера — самый известный артефакт этого археологического ареала.

## Описание
Стоянка Дольни-Вестонице относится к граветтской культуре и существовала примерно в период с 30 000 до 27 000 лет до н. э. по данным радиоуглеродного датирования. Стоянка уникальна тем, что богата на находки доисторических артефактов (особенно предметов искусства).
В культурном слое стоянки найдено огромное количество костей животных, подавляющую часть которых составляют кости мамонтов и незначительную часть — кости лошадей, северных оленей, пещерных медведей, зубров и т. д. Судя изотопному составу костей воронов, найденных на стоянках Павлов, Пршедмости и Дольни-Вестонице, они ели мясо крупных травоядных, что свидетельствует о палеолитическом синантропизме.
Обнаружены следы круглых в плане жилищ в виде шалашей или чумов с очагами (от одного до пяти) и культурными остатками: кремнёвые орудия, изготовленные из удлинённых пластин (резцы, скребки, скобели, проколки, пилки и др.); орудия из кости; украшения; красящие вещества; комки обожжённой глины и комки приготовленной для лепки глины с отпечатками пальцев и ладоней верхнепалеолитических людей; целые фигурки и обломки скульптурных изображений животных и людей (так называемые палеолитические венеры), изготовленные из кости, мергеля и глины, смешанной с толчёной костью и обожжённые на огне (древнейшая керамика в мире). В одном из жилищ найдены остатки обожжённой стенки, которая, как полагает Б. Клима, является частью печи для обжига скульптур из глины. Кусочков обожжённой глины в Дольни-Вестонице больше 5000 фрагментов, причём есть не только кусочки, но, например, глиняные обожжённые статуэтки. На некоторых обломках есть отпечатки тканей.
Около одного из жилищ было обнаружено скорченное и окрашенное красной охрой погребение женщины, покрытое двумя лопатками мамонта, одна из которых была украшена росписью. Всего известно 6 черепов и фрагменты скелета (3 мужских и 3 женских) с архаичными чертами. Специальный анализ свидетельствует о близком родстве некоторых индивидуумов.

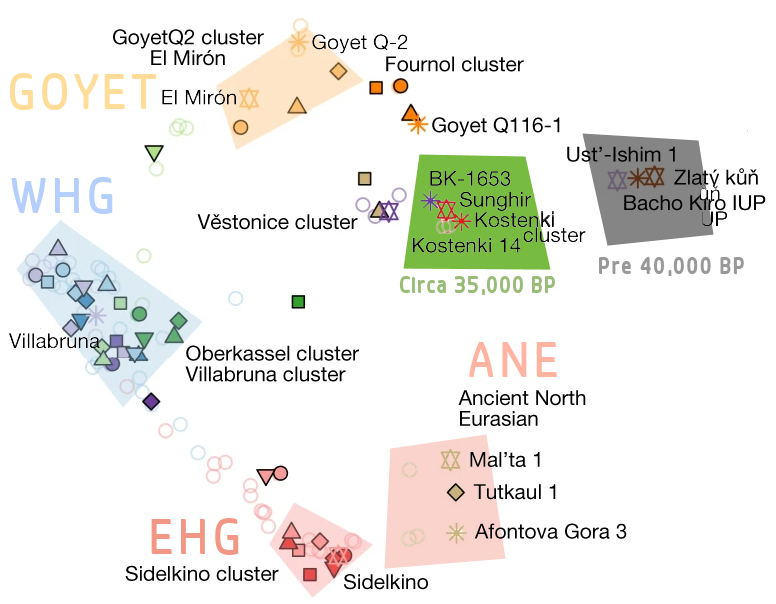
Генетическое положение кластера «Вестонице»

У трёх обитателей Дольни-Вестонице, живших 31 155 л. н. (калиброванная дата), была определена митохондриальная гаплогруппа U5, у одного обитателя (Vestonice 13) — митохондриальная гаплогруппа U8c, у двух обитателей — митохондриальная гаплогруппа U. У образца Vestonice 13 определена Y-хромосомная гаплогруппа CT (notIJK), у образца Vestonice 43 — Y-хромосомная гаплогруппа F. У образца Vestonice 16 первоначально была определена Y-хромосомная гаплогруппа IJK, но затем была переопределена Y-хромосомная гаплогруппа C1a2. У образца Vestonice 15 сначала определили Y-хромосомную гаплогруппу BT, но затем переопределили Y-хромосомную гаплогруппу C1a2 и митохондриальную гаплогруппу U5. Образец Vestonice 14, считавшийся женским, оказался мужчиной с Y-хромосомной гаплогруппой I и митохондриальной гаплогруппой U5. У Vestonice16 с высокой вероятностью цвет глаз был карим (>0,99) и с высокой вероятностью были тёмные волосы (0,60—0,99). Он имел только темнокожие аллели в позиции rs16891982.
Значение изотопа углерода δ13C у Vestonice 35 = –18,8 ‰, изотопа азота δ15N = +12,3 ‰. Доля белковой пищи водного происхождения у индивидов Дольни-Вестонице-35 и Брно-Французска-2 (Брно) составляла около 25 %.

## Погребение «Красная троица»
Ритуальное (тройное) погребение с насильственно убитыми женщиной и двумя мужчинами покрытыми красной охрой (железный сурик).